# 1944-es magyar teniszbajnokság
Az 1944-es magyar teniszbajnokság a negyvenötödik magyar bajnokság volt. A bajnokságot május 28. és június 20. között rendezték meg Budapesten, a BSE népligeti teniszpályáin.

## Eredmények
| Versenyszám  | Arany                                           | Arany | Ezüst                                | Ezüst | Bronz                                                   | Bronz |
| ------------ | ----------------------------------------------- | ----- | ------------------------------------ | ----- | ------------------------------------------------------- | ----- |
| Férfi egyéni | Asbóth József BBTE                              |       | Szigeti Ottó Újpesti TE              |       | Katona Zoltán Újpesti TE                                |       |
| Női egyéni   | Flórián Aliz BBTE                               |       | Peterdy Márta MAC                    |       | Jusits Ilona BBTE                                       |       |
| Férfi páros  | Fehér Kálmán, Stolpa András BBTE                |       | Asbóth József, dr. Mayer Sándor BBTE |       | Szigeti Ottó, Katona Zoltán Újpesti TE                  |       |
| Női páros    | Peterdy Márta, Henschné Somogyi Klára MAC, BEAC |       | Flórián Aliz, Jusits Ilona BBTE      |       | dr. Gallner Ferencné, dr. Hidassy Dezsőné BSE, BEAC     |       |
| Vegyes páros | dr. Mayer Sándor, Flórián Aliz BBTE             |       | Fehér Kálmán, Jusits Ilona BBTE      |       | László István, Henschné Somogyi Klára Balatoni SC, BEAC |       |